# أشيك واد في روكسي (فلم)
أشيك واد في روكسي هو فيلم كوميدي مصري من إخراج عادل أديب وبطولة أشرف عبد الباقي، حسين الإمام، سحر رامي، عبلة كامل، هاني رمزي، هناء الشوربجي، سعيد طرابيك ومحمد لطفي، صدر الفيلم في 1 يناير 1999.

## نبذه
حسن وربيع شابان فقيران، يحقق ربيع نجاح كبير كمطرب شعبي بمساعده صديقه حسن، ويتبادل ربيع الحب مع الفتاة الثرية ميسون التي تملك الاستوديو الذي يسجل فيه أغنياته، ولكنه يدمن الخمر حتى ينقل إلى المستشفى ليلة رأس السنة، ويورط سيد الذي نظم عدة حفلات يغني فيها ربيع تلك الليلة، ويقترح أن يحل حسن محل ربيع.

## طاقم العمل
- أشرف عبد الباقي بدور حسن وتتك
- حسين الإمام بدور ربيع الأخضر
- سحر رامي بدور ميسون الحطه
- عبلة كامل بدور فاتن الصاوي
- هاني رمزي بدور سيد كوكو
- هناء الشوربجي بدور ثريا الحطه / توسكا
- سعيد طرابيك بدور توفيق مظلوم - القانونجى
- محمد لطفي بدور حموءا زيدان

## وصلات خارجية
- مقالات تستعمل روابط فنية بلا صلة مع ويكي بيانات